# Tupolew Tu-4
Die Tupolew Tu-4 (russisch Туполев Ту-4, NATO-Codename: Bull) war ein viermotoriger Langstreckenbomber der Anfangszeit des Kalten Krieges, der in der Sowjetunion vom Konstruktionsbüro Tupolew durch Nachbau der US-amerikanischen Boeing B-29 realisiert wurde.

## Geschichte
Um einen Nachfolger für den bis dahin einzigen sowjetischen schweren Bomber Petljakow Pe-8 zu finden, hatte sich die Sowjetunion schon während des Zweiten Weltkrieges erfolglos darum bemüht, von den verbündeten USA im Rahmen des Leih- und Pachtvertrages moderne strategische Bomber zu bekommen.
Daher verfügten die sowjetischen Fernfliegerkräfte Mitte der 1940er-Jahre über keinen strategischen Langstreckenbomber. Mitte 1943 erhielten verschiedene Konstruktionsbüros die Aufgabe zur Entwicklung eines viermotorigen Bombenflugzeuges analog zur amerikanischen B-29, der dem Stand der amerikanischen Technik entsprechen sollte. Die Konstruktionsabteilung von Iossif Neswal arbeitete an einer umfassend weiterentwickelten TB-7, Iljuschin an einer Il-14 genannten viermotorigen Maschine (die Bezeichnung wurde später für ein anderes Flugzeug wiederverwendet) und Mjassischtschew an der DWB-202 und DWB-203. Tupolew arbeitete ab September 1943 an einem intern Flugzeug 64 genannten Prototyp. Die Maschine sollte von Schwezow-M-71TK-M-Motoren mit je 2200 PS angetrieben werden, eine Reichweite von 6000 km bei 8000 kg Bombenlast, eine Maximalgeschwindigkeit von 500 km/h in 10 km Höhe und eine maximale interne Bombenlast von 10 t erreichen. Im September 1944 wurde ein Mock-up fertiggestellt und im April 1945 gebilligt, wobei für das spätere Serienflugzeug erhöhte Leistungsparameter, bessere Ausstattung und andere Motoren (z. B. AM-46TK-3PB) gefordert wurden. Sowohl Tupolew als auch Stalin wurde bewusst, dass die Neuentwicklung der geforderten Ausstattung und die Erlangung der Serienreife des Flugzeuges 64 einige Jahre brauchen würden. Daraufhin traf Stalin im Juni 1945 die Entscheidung, alle Arbeiten an der Maschine einzustellen und stattdessen eine exakte Kopie der amerikanischen Boeing B-29 zu produzieren. Vier gegen Ende des Zweiten Weltkrieges in Sibirien notgelandete US-amerikanische Boeing B-29 behielten die Sowjets ein; diese sollten als Basis für einen eigenen Nachbau verwendet werden. Dies waren eine am 29. Juli 1944 durch Beschuss beschädigte nahe Wladiwostok gelandete B-29-5-BW, eine am 20. August 1944 nahe Chabarowsk verirrte und abgestürzte B-29A-1-BN, eine am 11. November 1944 über Japan durch Flak beschädigte und in der Sowjetunion notgelandete B-29-15-BW sowie eine B-29-15-BW, die nach dem Ausfall eines Motors am 21. November 1944 die sowjetische Küste erreichte und durch russische Fliegerkräfte zur Notlandung auf einem russischen Flugfeld geleitet wurde. Nach den Bedingungen des Japanisch-Sowjetischen Neutralitätspaktes und den Genfer Konventionen wurden die Besatzungen interniert und die Maschinen beschlagnahmt. Eine fünfte am 29. August 1945 in der Sowjetunion gelandete B-29 wurde an die USA zurückgegeben, da die Sowjetunion entsprechend dem Vertrag von Jalta nun auf der Seite der USA in den Krieg gegen Japan eingetreten war.
Für den Nachbau war eine Übertragung der Abmessungen in das metrische System und eine Anpassung an die zur Verfügung stehenden Werkstoffe und Triebwerke erforderlich. Dazu wurde die am 11. November 1944 gelandete und inzwischen wieder flugfähig gemachte Maschine am 23. Juni 1945 nach Moskau überführt und bis in alle Einzelteile zerlegt sowie ihre Maße abgenommen und die Teile nachgebaut. Dazu wurden alle Teile nicht nur vermessen, sondern auch gewogen und fotografiert. Bei vielen Teilen wurden außerdem Materialanalysen ausgeführt und Teilstrukturen (wie die Elektronik) an eine Vielzahl spezialisierter Institute und Werke zu Analyse und Nachbau weitergereicht. Insgesamt umfasste die technische Produktionsdokumentation der Maschine etwa 40.000 A4-Seiten und wurde im März 1946 fertiggestellt. Der Nachbau erforderte große Anstrengungen bei Produktion, Koordination und Leitung. So wurden nur etwa 10 % der für wichtige strukturelle Teile eingesetzten Werkstoffe zu diesem Zeitpunkt auch in der Sowjetunion produziert. Auch der Nachbau der eingesetzten Elektronik, der eingesetzten Kunststoffe sowie der Widerstand einiger Werke gegen den exakten Nachbau amerikanischer Teile anstelle des Einsatzes sowjetischer Geräte erwies sich als Herausforderung. Ein Nachbau der Doppel-Sternmotoren Wright R-3350-23 war nicht notwendig, da mit dem Schwezow ASch-73TK (einer Weiterentwicklung des in Lizenz gefertigten Wright R-1820 Cyclone) ein geeigneter Antrieb zur Verfügung stand. Explizit ausgenommen von der Kopie waren auch das IFF-System und die Abwehrbewaffnung, wobei letztere bei der B-29 als zu schwach angesehen wurde. Die Genauigkeit der Kopie war bemerkenswert, da das Leergewicht der ersten nachgebauten Maschine mit 35,27 t nur um weniger als 1 % vom Leergewicht der B-29 (34,93 t) abwich.
Mit dem Erstflug am 19. Mai 1947 begann die Erprobung des anfangs als B-4 bezeichneten Flugzeugs, die von den Piloten M. Gallai, N. Rybko, W. P. Maroonow, A. Wassiltschenko und weiteren durchgeführt und im Winter 1947/48 beendet wurde. Den Erstflug selbst führten als Pilot Nikolai S. Rybko, A. G. Wassiltschenko als Copilot und W. N. Saginow als Bordingenieur durch. Die Erprobung ergab bei einer Startmasse von 47,7 t eine Höchstgeschwindigkeit von 427 km/h auf Meereshöhe, 543 km/h auf 11 km Höhe, eine Steiggeschwindigkeit von 4,6 m/s auf Meereshöhe, eine Dienstgipfelhöhe von 11,5 km, sowie eine Reichweite von 3300 bzw. 6000 km bei 9 bzw. 2 t Nutzlast. Drei Bomber wurden erstmals am 3. August 1947 beim Überflug am Flugtag in Tuschino gezeigt. Westliche Beobachter hielten die Maschinen jedoch für die wieder flugfähig gemachten B-29. Die Produktion erfolgte in den Werken Nr. 18 (Kuibyschew), Nr. 22 (Kasan) und Nr. 23 (Fili in Moskau). Als erster Einsatzverband erhielt das 185. schwere Bombenfliegerregiment (TBAP) in Poltawa die Tu-4.
Als Abwehrbewaffnung sollten anfangs von N. M. Afanassjew speziell für diesen Typ entwickelte 12,7-mm-Maschinengewehre genutzt werden, später wurde jedoch entschieden, B-20E-Kanonen zu verwenden. Die ersten drei in Kasan gebauten Maschinen erhielten noch elf 12,7-mm-Maschinengewehre Beresin UBK (drei im Heckstand). In den späteren Serien wurde die B-20E durch 23-mm-Kanonen NR-23 ersetzt.
Im Verlauf der Serienproduktion wurde das Flugzeug mehrfach modernisiert und für spezielle Aufgaben modifiziert. So entstanden 20 verschiedene Versionen. Um die anfangs relativ großen sowjetischen Atombomben aufnehmen zu können, wurde die speziell dafür ausgerüstete Tu-4A entwickelt. Sie unterschied sich von der Basis-Tu-4 durch einen elektrisch beheizten, temperaturstabilisierten Bombenschacht, der mit einer elektronischen Steuerung ausgestattet war. Das Aufhängungssystem für die sperrige Atombombe musste neu gestaltet und eine spezielle Abschirmung in den Druckkabinen installiert werden, um die Besatzung vor Strahlung während des Fluges zu schützen. Erste ballistische Abwurftests begannen Anfang 1948 mit dem Abwurf von Attrappen der RDS-1 bei Noginsk. Die Tests mit zwei zu Tu-4A umgebauten Bombern wurden 1951 abgeschlossen und am 18. Oktober 1951 um 9:52 Uhr wurde mit diesem Typ erstmals in der Sowjetunion der Einsatz einer solchen Waffe vom Flugzeug aus getestet. Bei dem Test wurde eine Atombombe vom Typ RDS-3 aus 10 km Höhe über Semipalatinsk abgeworfen, die in 380 m über Grund explodierte. Das Flugzeug wurde von Kapitän Konstantin Isaakowitsch Urschunzew und Kopilot Wladimir Semenowitsch Suworow gesteuert. Zur Sicherheit begleiteten eine weitere Tu-4 mit der Attrappe einer FAB-1500HE-Bombe und zwei Lawotschkin La-11 die Tu-4A bis in die Nähe des Abwurfplatzes. Die zweite Tu-4 sollte, wenn die Zielsysteme des mit der Atombombe bewaffneten Flugzeugs versagen sollten, die Führung übernehmen. Mit Hilfe einer Reihe von tonmodulierten Funksignalen an die Tu-4A und dem Abwurf der Bombenattrappe sollte der genauen Abwurfort und -zeitpunkt an diese übermittelt werden. Die sowjetischen Fernfliegerkräfte erhielten somit mit der Tu-4A ihren ersten Nuklearbomber. Insgesamt wurden 18 Tu-4A gebaut, die ab 1952 RDS-4 und RDS-5 als Serienbewaffnung trugen. Zwischen 1951 und 1953 wurde mit der Tu-4K bzw. Tu-4KS eine weitere Variante getestet. Diese war für den Einsatz von zwei unter den Tragflächen aufgehängten KS-1-Anti-Schiff-Raketen optimiert. 1955 wurde 300 Maschinen zu Tu-4D-Transportmaschinen für 30 Fallschirmjäger und zwei leichte gepanzerte Fahrzeuge in Boxen unter den Tragflächen umgerüstet. Ab 1956 wurden ähnlich umgerüstete Tu-4T für bis zu 42 Fallschirmjäger und zwei bis vier Boxen unter den Tragflächen für den Einsatz zugelassen. Auch eine zum Aufklärer Tu-4R umgebaute Version mit AFA-33-Luftbildkameras existierte, in deren vorderen Bombenschächten zusätzliche Kraftstofftanks zur Erhöhung der Reichweite und in den hinteren die Kameraausrüstung mitgeführt wurde. Beim Einsatz von Nachtbildkameras NAFA-33S/50 oder NAFA-5S/100 konnten die Tanks entfernt und durch Leuchtbomben ersetzt werden. Des Weiteren existierten Varianten zum Navigationstraining, für ECM, ELINT, Strahlungsaufklärung, Kommunikationsübermittlung und als Tanker. Einzelne Maschinen wurden auch als Versuchsträger Tu-4LL (Letajuschtschaja laboratorija, fliegendes Labor) bei verschiedenen Erprobungen wie beispielsweise von Propellerturbinen TW-4 und NK-12 von Kusnezow und TW-02 von Iwtschenko (dort als Tu-4TWD), Luftbetankungssystemen und Funk- und Funkmessgeräten, eingesetzt.
1952 wurden Tu-4 zur Verkürzung der Flugdistanz nach Nordamerika auf den neu eingerichteten polnahen Luftstützpunkten in Dikson und auf der Schmidt-Insel stationiert. Andere Standorte waren das Baltikum, die Ukraine, Polen und die Tschechoslowakei. In der DDR lagen Tu-4 1955/56 als Reaktion auf die Stationierung von US-amerikanischen B-29-Bombern in England kurzzeitig in Brand, Werneuchen und Zerbst. Während des Ungarischen Volksaufstandes erhielten auf dem Flugplatz Borispol stationierte Tu-4 der 43. Luftarmee den Befehl, das in einem Budapester Theater vermutete Hauptquartier der Aufständischen zu bombardieren. Am 3. November 1956 um 23:40 Uhr startete eine aus vier Flugzeugen bestehende Gruppe unter Führung von Oberstleutnant Semjonowitsch mit je 3000 Kilogramm Bomben an Bord zum Flug. Über Rumänien erhielt die Gruppe den Befehl zur Umkehr, da eine versehentliche Bombardierung eigener Truppen befürchtet wurde. Das Führungsflugzeug wurde zwei Jahre später in das Zentrale Museum der Luftstreitkräfte der Russischen Föderation in Monino überführt, wo es seitdem besichtigt werden kann.

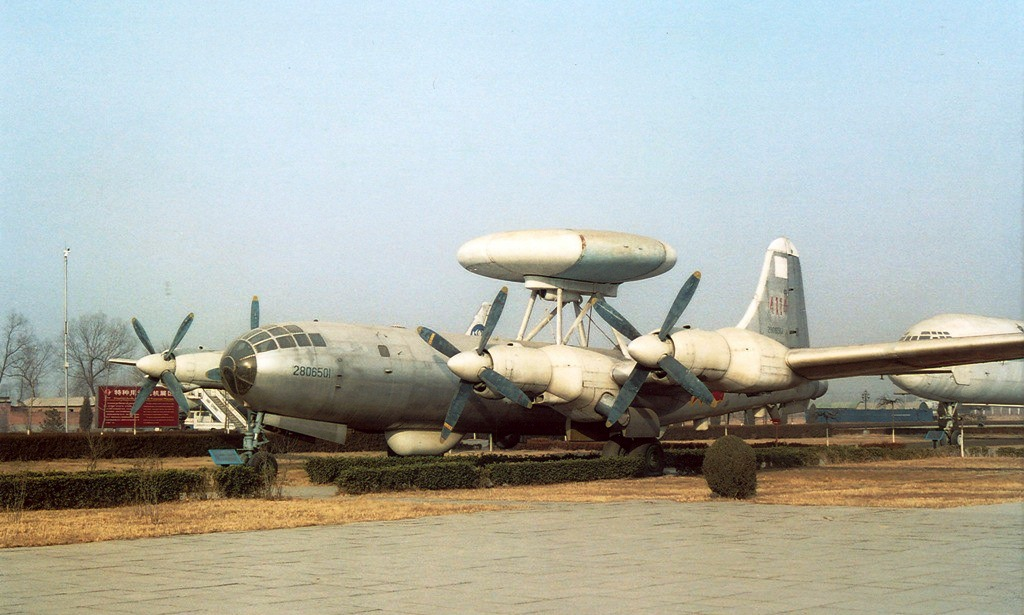
KJ-1

Zehn Maschinen gingen 1953 anlässlich des sechzigsten Geburtstages von Mao Zedong als Geschenk an die Volksrepublik China. Dort wurden fünf Stück nach dem Ablauf ihrer Dienstzeit in den 1970er-Jahren mit Propellerturbinen WJ-6 ausgerüstet und als Versuchsträger für Drohnen oder einem AEW-Radom (als KJ-1) auf dem Rumpf verwendet. Zwei Maschinen dieser Versionen, darunter auch die KJ-1, befinden sich im Chinesischen Luftfahrtmuseum im Norden Pekings. Insgesamt erhielt China (je nach Quelle) zwischen 13 und 25 Maschinen.
Die Serienfertigung der Tu-4 lief 1952 nach 847 Exemplaren (nach anderen Quellen basierend auf den Produktionsdaten der Werke bis zu 1296) aus.

## Weiterentwicklungen
Ableitungen der Tu-4 waren das Passagierflugzeug Tu-70 und der Transporter Tu-75. Wie diese ging auch die Weiterentwicklung des Bombers als Tu-80/85 mit stärkeren Kolbentriebwerken bzw. Propellerturbinen nicht in Serienproduktion.

## Technik
Die Tu-4 war ein viermotoriger schwerer Langstreckenbomber, der bei Tag und Nacht und auch unter Instrumentenflugbedingungen eingesetzt werden konnte. Er wurde als freitragender Ganzmetall-Mitteldecker in Halbschalenbauweise konstruiert. Die Außenhaut bestand aus D16AT-Duraluminiumplatten mit einer Dicke von etwa 0,8 bis 2,0 mm, die an der inneren Struktur durch meist bündige Niete befestigt wurden. Strukturell bestand der 30,18 m lange und maximal 2,9 m weite Rumpf aus sechs Abschnitten: der verglasten Nase (Abschnitt F-1), der vorderen Kabine (Abschnitt F-2, Spanten 2 bis 13), dem Mittelrumpf (Abschnitt F-3, Spanten 13 bis 37), der mittleren Druckkabine (Abschnitt F-4, den Spanten 37 bis 46), dem hinteren Rumpf (Abschnitt F-5, den Spanten 46 bis 57) und dem hintere Rumpf- oder Endabschnitt (Abschnitt F-6, Spanten 57 bis 61), der die Druckkabine des Heckschützen enthielt. Alle Abschnitte wurden separat vormontiert und mit Flanschen verbunden. Die vordere und mittlere Druckkabine waren durch einen druckbelüfteten Tunnel verbunden, der entlang der Oberseite von Abschnitt F-3 verlief. Einige der Systeme und Ausrüstungen waren auch in den unter Druck stehenden Abschnitten untergebracht. Im Mittelrumpf befanden sich zwei Bombenschächte, die durch Klapptüren verschlossen wurden und durch den Tragflächenholmkasten getrennt waren. Die vordere Druckkabine beherbergte sechs Personen: den Piloten und Kopiloten, den Bombenschützen, den Flugingenieur, den Navigator und den Funker. In der mittleren Druckkabine waren die drei Bordschützen, welche die ferngesteuerten Abwehrbewaffnung bedienten, und der Bombenziel-Radarbediener untergebracht. Die verglaste Nase bestand aus einem kuppelförmigen Gussstück aus einer Magnesiumlegierung. Einige Glasscheiben wurden aus Triplex-Silikatglas und der Rest aus Plexiglas hergestellt. Zusätzlich war ein Teil des vorderen Druckkabinendaches verglast (wieder wurde sowohl Silikat- als auch Plexiglas verwendet), während die mittlere Druckkabine drei Plexiglas-Sichtkuppeln (zwei seitliche und eine dorsale) erhielt. Die Verglasung der Heckbewaffnung bestand hauptsächlich aus Plexiglas, mit Silikatglasscheiben nach hinten. Die Besatzung wurde vor Geschossen und Granatsplittern durch Stahlplatten und beschusssicheres Glas geschützt. Die Piloten waren durch beschusssichere Glasscheiben, vordere Panzerplatten, gepanzerte Sitzlehnen und klappbare Rückenpanzerplatten geschützt. Die Bordschützen und der Radarbediener in der Mittelkabine wurden durch eine gepanzerte Tür und eine gepanzerte Box geschützt, welche die Waffensteuersysteme enthielt, während der Heckschütze durch eine Stahlplatte und beschusssichere Glasscheiben geschützt war.
Die trapezförmigen, ungepfeilten und zweiholmigen Tragflächen hatten eine Streckung von 11,5 und ein Profil ähnlich dem RAF-34. Sie wurden in drei Abschnitten (Mittelteil und je ein Außenflügel) gefertigt. Der Mittelabschnitt bestand aus 32 Rippen und 24 Stringern, deren Duraluminiumbeplankung in der Stärke zwischen 1,0 und 2,5 mm im unteren Teil und 4 bis 5 mm im oberen Teil variierte. Der Mittelteil enthielt auch die Triebwerke, das Hauptfahrwerk und die integralen Tanks (22 flexible Tanks mit zusammen 20.180 Litern Füllmenge). Für Langstreckenmissionen konnten im vorderen Bombenschacht noch drei zusätzliche Treibstofftanks mit 2.420 Litern Füllmenge installiert werden. Jeder äußere Flügel bestand aus vier Teilen – dem Torsionskasten, einer abnehmbaren Vorderkante, einer abnehmbaren vorderen Verkleidung und einem Querruder mit Trimmrudern. Zusätzlich beherbergten sie Schlitzklappen über die gesamte Hinterkante des Flügelmittelabschnitts, die auf 25° für den Start und 45° für die Landung gesetzt wurden. Das Seiten- und Höhenleitwerk hatte Gummivorderkanten für die Enteisung. Das dreiteilige elektrisch einziehbare Fahrwerk war jeweils mit Zwillingsreifen (1,450 mm × 520 mm Hauptfahrwerk und 950 mm × 350 mm Bugrad) ausgestattet und hatte einen Spurweite von 8,68 m sowie einen Radstand von 10,44 m. Das Hauptfahrwerk wurde nach vorn in die inneren Motorgondeln eingezogen und verfügte über hydraulische Bremsen (56–70 bar) und Stoßdämpfer. Am Heck war zum Schutz vor einem Aufsetzen noch ein ausfahrbarer Sporn vorhanden.
Als Motoren kamen vier luftgekühlte 18-Zylinder-Doppelsternmotoren vom Typ Schwezow ASch-73TK mit zweistufigem Lader (Turbolader mit Ladeluftkühler + Bläser) zum Einsatz, die 2.400 PS (1,8 MW) bei 2.600/min beim Start und 2.000 PS (1,5 MW) Nennleistung bei 2.400/min im Reiseflug lieferten. Die Motoren sind über je ein Planetengetriebe mit einem Verhältnis von 0,375 mit den V3-A3- oder V3B-A5-Vierblattpropellern mit einem Durchmesser von 5,06 m verbunden. Jeder Motor hat eine Länge von 2,29 m, einen Durchmesser von 1,37 m und ein Trockengewicht von 1.339 kg. Der spezifische Kraftstoffverbrauch beträgt 350 g/PSh (476 g/kWh) bei Startleistung und 315–335 g/PSh (428–455 g/kWh) bei Nennleistung. Jeder Motor wurde über neun Schwingungsdämpfer an einem Träger befestigt, der wiederum an sechs Punkten der Gondelstruktur befestigt war. An der Hinterkante jeder Motorhaube befinden sich mehrere elektrisch betätigte Klappen zur Steuerung des Kühlluftstroms. Jeder Motor hat sein einzelnes Ölsystem mit Ölkühler in der jeweiligen Triebwerksgondel, das von fünf Beutel-Öltanks (vier Haupttanks und ein Hilfstank) mit insgesamt 1.540 Litern versorgt wurden. Die Motoren selbst, aber auch die Leitwerke und Trimmruder, wurden unverstärkt über Kabelzüge und Riemenscheiben gesteuert.
In Sektion F-5 gab es mit dem M-10 einen 10-PS-Motor für die elektrische Versorgung im Notfall. In der Tu-4 waren mehr als 150 elektrische Servosysteme verbaut, die mit 28 V (36 V/400 Hz und 115 V/400 Hz über Konverter für spezielle Systeme) betrieben wurden. Die Stromversorgung übernahmen sechs motorgetriebene 9-Kilowatt-Generatoren GS-9000M oder GSR-9000 (zwei auf jedem äußeren Motor und einer auf jedem inneren Motor) oder als Backup 12A-30-Silber-Zink-Batterien (28 V, 30 Ah) und ein 5-kW-Generator GS-5000, angetrieben durch die M-10-APU. Je nach installierten Bombenracks in den Bombenschächten konnte die Tu-4 bis zu 48 FAB-50 oder FAB-100, 40 FAB-250M46, 24 FAB-250M43 oder FAB-250M44, 12 FAB-500M43/44/46, 8 FAB-l000M44 oder FAB-1500M44/46, 4 FAB-3000M44/46 oder 2 FAB-6000M46-Freifallbomben mit einer maximalen Waffenladung von 12 t mitführen und in Salven von 1, 2, 4 oder allen abgeworfen werden. Es konnten auch Bomben mit chemischen Kampfstoffen ChAB-500-280S M-46 und ChAB-250-150S oder andere Spezialbomben eingesetzt werden. Das vom amerikanischen AN/APQ-13 abgeleitete Kobalt-Radar erlaubte den gezielten Abwurf von Bomben bei Nacht und schlechtem Wetter aus Höhen über 3000 m. Es konnte größere Industrieanlagen auf etwa 100 km Entfernung entdecken, mit einer Richtungsgenauigkeit von 2° und einer Entfernungsgenauigkeit von 100 m.

## Betreiber
- Sowjetunion
- Volksrepublik China

## Technische Daten
| Kenngröße             | Daten |
| --------------------- | --- |
| Besatzung             | 9–10 |
| Länge                 | 30,19 m |
| Spannweite            | 43,08 m |
| Höhe                  | 8,46 m |
| Flügelfläche          | 161,70 m² |
| Flügelstreckung       | 11,5 |
| Flächenbelastung      | 379,5 kg/m² |
| Leistungsbelastung    | 6,6 kg/PS |
| Rüstmasse             | 35.270 kg |
| Startmasse            | normal 47.500 kg maximal 66.000 kg |
| Höchstgeschwindigkeit | 420 km/h in Bodennähe 558 km/h in 10.000 m Höhe |
| Dienstgipfelhöhe      | 11.200 m |
| Reichweite            | 5.100 km mit 2.000 kg Bomben |
| Triebwerke            | vier 18-Zylinder-Doppelsternmotoren Schwezow ASch-73TK mit je 2.400 PS (1.765 kW)                                                                                          |
| Bewaffnung            | fünf Geschütztürme mit vier Zwillings- und einer Drillingskanone B-20E (20 mm) oder fünf Zwillingskanonen NR-23 (23 mm) und insgesamt 3150 Schuss, bis zu 12.000 kg Bomben |